# Koki 200

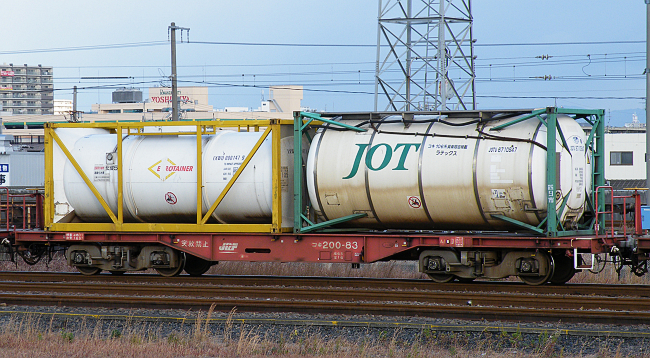
Koki 200 au Terminal de fret de la gare de Nagoya, Nagoya City, Japon.

Le Koki 200 est un type de wagon plat exploité par Japan Freight Railway Company, conçu pour transporter deux conteneurs-citernes de 20 pieds ou un conteneur de 40 pieds. Les premières wagons de ce type ont été livrés en 1999, et ont une capacité de 48 tonnes avec une longueur totale de 15m.Les Koki 200 peuvent transporter deux conteneurs de 24 tonnes chacun ou un seul conteneur pouvant aller jusqu'à 30,48 tonnes. Ils sont incapables de charger les conteneurs de 12 pieds japonais. Toutes les voitures de la série sont peints en rouge avec des bogies gris.